# Gustave Garrigou

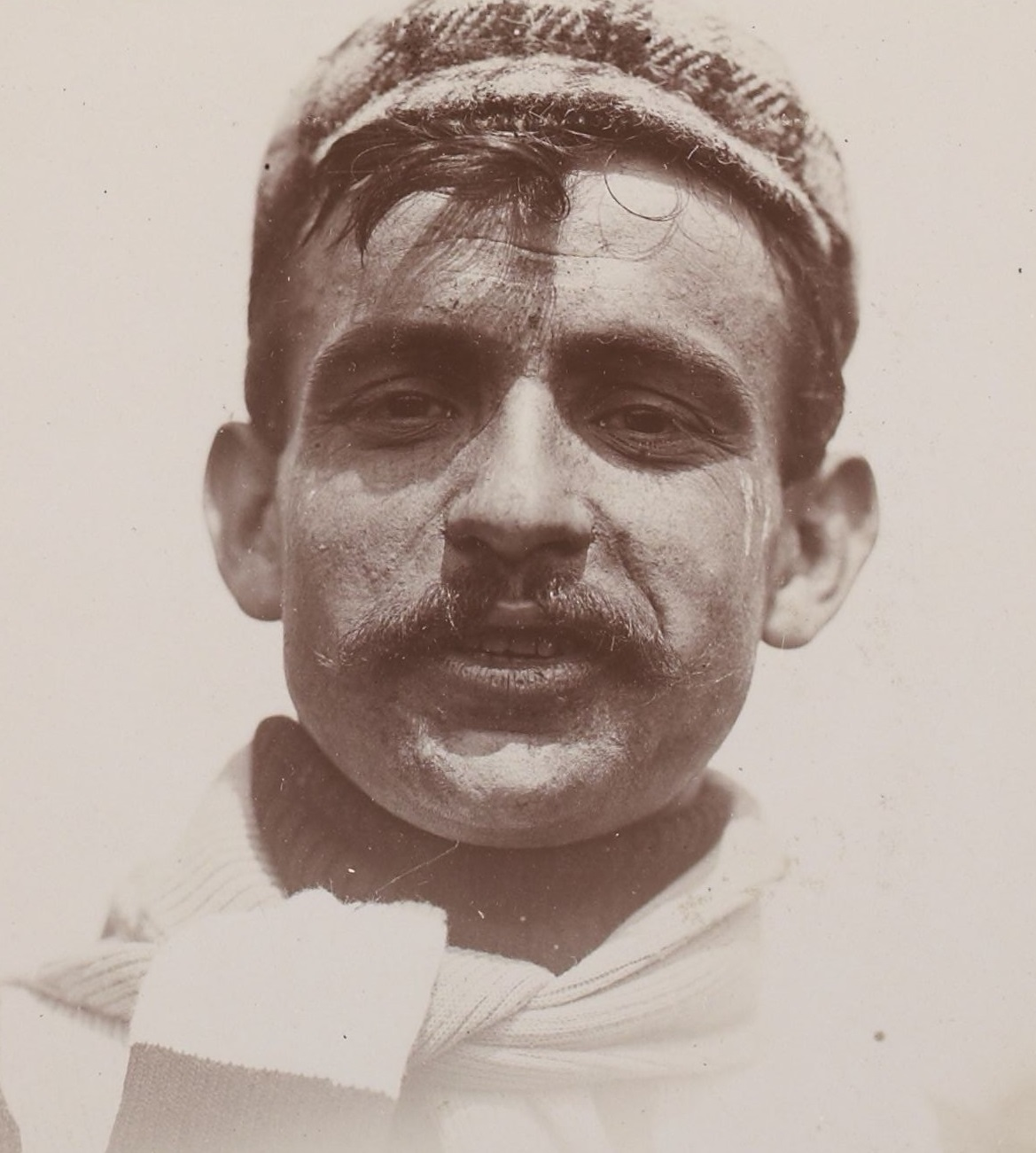
Gustave Garrigou (1907)

Gustave Garrigou (* 24. September 1884 in Vabre-Tizac; † 28. Januar 1963 in Esbly) war ein französischer Radrennfahrer.

## Karriere
Garrigou war für die Radsportteams Peugeot (1907–1908; 1913–1914) und Alcyon (1909–1912) aktiv. Sein größter Erfolg war der Gesamtsieg der Tour de France 1911, bei der sein Rivale Paul Duboc durch eine mysteriöse Lebensmittelvergiftung geschwächt worden war. Er startete insgesamt achtmal bei der Tour, beendete sie auch achtmal und er platzierte sich immer unter den ersten Fünf. Er war zudem der einzige Fahrer im Peloton, der den Tourmalet erklomm, ohne einmal abzusteigen.  1904 und 1905 siegte er bei Paris–Amiens. Garrigou belegte in vielen bedeutenden Rennen und Etappen der Tour zweite Plätze, was ihm den Spitznamen „De Eewige Tweede“ (Der ewige Zweite) einbrachte.
Der Erste Weltkrieg beendete 1914 seine Karriere als Profisportler. Er wurde als Soldat eingezogen; nach dem Krieg arbeitete er als Kaufmann.
Als sich 2011 der Tour-Sieg von Gustave Garrigou zum 100. Mal jährte, wurde dieses Jubiläum während der 10. Etappe der Tour de France 2011 in dessen Heimatort Vabre-Tizac besonders gefeiert.

## Palmarès
- Sieg an der Lombardei-Rundfahrt (1907)
- Sieg bei Paris–Brüssel (1907)
- Sieg bei Mailand–San Remo (1911)
- Französischer Straßenmeister (1907, 1908)

## Klassierungen bei der Tour de France
- 1907: 2. Rang (2 Etappensiege)
- 1908: 4. Rang
- 1909: 2. Rang (1 Etappensieg)
- 1910: 3. Rang (1 Etappensieg)
- 1911: 1. Rang (2 Etappensiege)
- 1912: 3. Rang
- 1913: 2. Rang (1 Etappensieg)
- 1914: 5. Rang (1 Etappensieg)